# Higashi no Eden
Eden of the East (東のエデン, Higashi no Eden, lit. Éden do Oriente) é uma série de televisão de anime japonesa, que estreou no Noitamina da Fuji TV em 9 de abril de 2009. Criado, dirigido e escrito por Kenji Kamiyama, apresenta desenhos de personagens por Chica Umino e produção de animação por Production I.G. Baseado em uma história original de Kamiyama, é a primeira série de animação original transmitida em Noitamina.
Uma compilação da série de TV, Eden of the East Compilation: Air Communication, teve um lançamento limitado nos cinemas em 26 de setembro de 2009.  Dois outros filmes também foram lançados. Eden of the East Movie I: The King of Eden (se passando seis meses após a série) foi lançado no Japão em 28 de novembro de 2009 e o segundo filme, Eden of the East the Movie II: Paradise Lost (se passando horas depois de The King of Eden), foi lançado em 13 de março de 2010.  A série de TV e ambos os filmes foram licenciados para lançamento na América do Norte pela Funimation. A série estreou nos EUA na Anime Expo em 2010, juntamente com um painel de discussão com o diretor Kenji Kamiyama, o diretor de animação Satoru Nakamura e o produtor Tomohiko Ishii.